# Wadicosa arabica
Wadicosa arabica is een spinnensoort uit de familie van de  wolfspinnen (Lycosidae). De wetenschappelijke naam van de soort werd voor het eerst geldig gepubliceerd in 2024 door Kronestedt, Feulner en Roobas.
De soort komt voor in Oman en de Verenigde Arabische Emiraten.